# Calmoutier
Calmoutier är en kommun i departementet Haute-Saône i regionen Bourgogne-Franche-Comté i östra Frankrike. Kommunen ligger i kantonen Noroy-le-Bourg som tillhör arrondissementet Vesoul. År 2022 hade Calmoutier 268 invånare.

## Befolkningsutveckling
Antalet invånare i kommunen Calmoutier
| Referens: INSEE |